# Войтенко, Виктор Степанович
Ви́ктор Степа́нович Во́йтенко (бел. Віктар Сцяпанавіч Войтанка), в эмиграции известен как Виктор Василевский (бел. Віктар Васілеўскі), В.В.В. или Мстислав Горигляд (бел. Амсьціслаў Гарыгляд; 6 ноября 1912, Мочульня, Новогрудский уезд, Минская губерния, Российская империя — 25 апреля 1972, Сомерсет, штат Нью-Джерси, США) — белорусский общественный деятель, врач, священник Белорусской автокефальной православной церкви. В годы Второй мировой войны сотрудничал с немецкими оккупационными властями и белорусскими коллаборационистскими националистическими организациями.

## Биография
Сын Степана Войтенко и Филомены Раховецкой. Окончил Салезианскую школу во Дворце и четыре класса школы Новогрудка. Окончил медицинский факультет Виленского университета имени Стефана Батория (доктор философии (PhD) по медицине 

), был членом Белорусского студенческого союза.
Во время оккупации Белоруссии немецко-фашистскими захватчиками был директором медицинской школы в Барановичах. После оккупации Барановичей был назначен их бургомистром. В 1943 году был назначен окружным врачом в Слониме. Сотрудничал с Белорусским церковным собором, с 1944 года врач-инспектор Белорусской краевой обороны. Сотрудничал с Главным руководством по военным делам Белорусской Центральной Рады.
Будучи в должности бургомистра, Войтенко уверял представителей немецких властей, что создание Барановичского гетто и повышенная невероятная скученность в нём людей может вызвать эпидемию в Барановичах. В ответ на это те заявляли, что будут расстреливать больных.
После капитуляции Германии Войтенко остался в британской зоне оккупации и основал там Белорусское бюро. До 1949 проживал во французской зоне оккупации (Баден-Вюртемберг), где участвовал во встречах белорусских общественных и религиозных деятелей. 5 июня 1948 года была образована Белорусская автокефальная православная церковь, на её учредительном съезде присутствовал и Войтенко. Тогда же был основан Временный православный религиозный комитет под руководством отца Виктора, Степана Войтенко.
Позже Виктор Войтенко перебрался в США. С 1968 года и до своей смерти был священником БАПЦ, служил в Церкви Жировицкой Божьей Матери в Хайленд-Парке (Нью-Джерси), основанной его отцом. Переводил тексты богослужений на белорусский язык, один из основателей Союза белорусских журналистов за рубежом и издания «Летапіс беларускай эміграцыі».
Похоронен на белорусском кладбище в Ист-Брунсвике.

## Литературная деятельность

### Книги
- Pravasłaŭje a hramadavieda. Narys pohladaŭ na ŭdzieł Pravasłaŭnaj Carkvy ŭ raźviazańni hramadzkich spraŭ. — [Niamieččyna], 1950. — 6 s.
- Razbudova biaz zołata. — Čužyna, 1950. — 27 s.
- Воды Беларусі. Гаспадарчы нарыс магчымасьцяў асваеньня водных багацьцяў Беларусі / Гарыгляд. — [Нью Ёрк], 1953. — 178 с.
- Разбудова бяз золата: Нарыс скарбовых магчымасьцяў разбудовы Беларусі на аснове навейшае грошаведы. — [Нямеччына], 1950. — 27 с. — (Бібліятэка Беларускіх Гаспадарнікаў на Чужыне).
- Сялянства і земляробства Беларусі / Гарыгляд. — [Нью Ёрк], 1953. — 93 с.

### Статьи
- Дваццаць гадоў БАПЦ. 1948—1968 // Беларус. — 1968. — № 134. — Чэрвень. — С.
- Канстанцыя. На ўгодкі аднаўленьня Беларускай Аўтакефальнай Праваслаўнай Царквы // Беларус. — 1967. — № 122. — Чэрвень. — С.